# Kembra Pfahler
Kembra Pfahler, ou simplement Kembra, née en Californie le 4 août 1961, est une actrice, performeuse et musicienne de rock américaine.

## Filmographie
- 1991 : Shadows in the City : la tueuse
- 1992 : War Is Menstrual Envy
- 1992 : Sewing Circle (court métrage)
- 1993 : Red Spirit Lake
- 1993 : Bossy Mistresses (vidéo)
- 1994 : The Payoff (vidéo)
- 1994 : The Fury Inside (vidéo)
- 1994 : Ruling Methods (vidéo)
- 1994 : Masters Frenzy (vidéo)
- 1994 : Forbidden Ways (vidéo)
- 1994 : Crack-up (vidéo)
- 1995 : Damaged Goods
- 1996 : Visiting Desire : la visiteuse
- 1998 : Why Do You Exist? (court métrage)
- 1999 : Gang Girls 2000 (court métrage)
- 2006 : Surf Gang (court métrage) : Blackie Rockaway
- 2008 : Otto; or Up with Dead People : la danseuse de ballet
- 2017 : The Misandrists : sœur Kembra